# فالزرغوس
فالزرغوس (بالفرنسية: Valzergues)‏ هي بلدية فرنسية تقع في إقليم أفيرون في منطقة ميدي بيرينه. يقدر عدد سكانها بـ 202 نسمة ومساحتها 6.49 كم2 وترتفع عن سطح البحر 450 متر.